# Croce commemorativa per la pubblica sicurezza
La Croce commemorativa per operazioni di ordine pubblico, con nastrino e diploma, è stata istituita dal Ministro della Difesa italiano, con decreto dell'11 aprile 2003, per il personale dell'Esercito, della Marina e dell'Aeronautica che abbia partecipato a operazioni di salvaguardia delle libere istituzioni e di mantenimento dell'ordine pubblico, con alto senso del dovere ed elevato spirito di sacrificio.
Gli appartenenti all'Arma dei Carabinieri sono esclusi da questa decorazione poiché la salvaguardia delle libere istituzioni e il mantenimento dell'ordine pubblico rientra fra i compiti istituzionali dei Carabinieri, mentre ha carattere eccezionale e temporaneo per il personale delle altre Forze armate italiane.

## Criteri di eleggibilità
Il riconoscimento viene concesso al personale che, a decorrere dal 25 luglio 1992, abbia partecipato alle operazioni per un periodo continuativo di almeno 30 giorni, purché sia stata disposta la trascrizione a matricola dell'avvenuta partecipazione. Al personale impiegato in tempi successivi nella stessa operazione è concessa una sola medaglia.
Si prescinde dagli anzidetti limiti temporali nei confronti di coloro che, nel corso dell'impiego, siano deceduti ovvero abbia riportato ferite o mutilazione o contratto malattie che ne abbiano determinato il ritiro dall'impiego stesso.
La medaglia è concessa, d'ufficio, dalla Direzione generale per il personale militare del Ministero della difesa, su proposta dei comandi di Forza armata interessati. Le proposte debbono essere convalidate dagli Stati Maggiori che hanno disposto la partecipazione del personale alle operazioni. Per le operazioni già concluse alla data del decreto si procede su domanda dell'interessato da presentare presso l'Ufficio Centro Documentale dell'Esercito competente per territorio di Residenza dell'interessato. In precedenza Distretto militare (Italia)

## Insegne

### Medaglia
Ha la forma di una croce patente a quattro braccia uguali, inscritta in un cerchio di 40 mm. di diametro formato da due fronde di alloro.
È in metallo color bronzo con attacco a nastro, pesa circa 25 g.
Al centro della croce un piccolo disco riporta sul recto, in rilievo, la scritta "PER LA PUBBLICA SICUREZZA" e sul verso una stella a cinque punte.

### Nastro
Di seta, largo 37 mm, con ai lati, in verticale, i colori porpora e azzurro che racchiudono, al centro, quelli della bandiera italiana in quest'ordine: porpora (11 mm), verde (5 mm), bianco (5 mm), rosso (5 mm) e azzurro (11 mm).

### Fascette
Coloro che hanno ottenuto più di un riconoscimento portano una sola insegna apponendo sul nastro, per ogni decorazione ottenuta, una fascetta di metallo color bronzo raffigurante un serto d'olivo raccolto da un cartiglio sul quale è sinteticamente scritta, in rilievo, l'operazione per la quale la Croce è concessa.
È il capo di stato maggiore della difesa che indica le scritte da apporre sulla fascetta di bronzo. Le fascette attualmente autorizzate sono:
- Forza Paris[senza fonte]
- Vespri siciliani
- Testuggine[senza fonte]
- Riace[senza fonte]
- Partenope
- Salento
- Domino
- Strade sicure
- Mare Sicuro[senza fonte]

### Nastrino
Coloro che hanno ottenuto più di un riconoscimento portano un solo un nastrino, con gli stessi colori del nastro nell'identica sequenza, completato rispettivamente con una o due stellette di bronzo o una stelletta d'argento se le decorazioni ottenute sono rispettivamente due, tre o più di tre.
| Nastrini     |              |              |                     |
| Una missione | Due missioni | Tre missioni | Più di tre missioni |

## Diploma
Riporta i dati anagrafici dell'insignito, il reparto di appartenenza e la motivazione del conferimento.